# 로드아일랜드 대학교

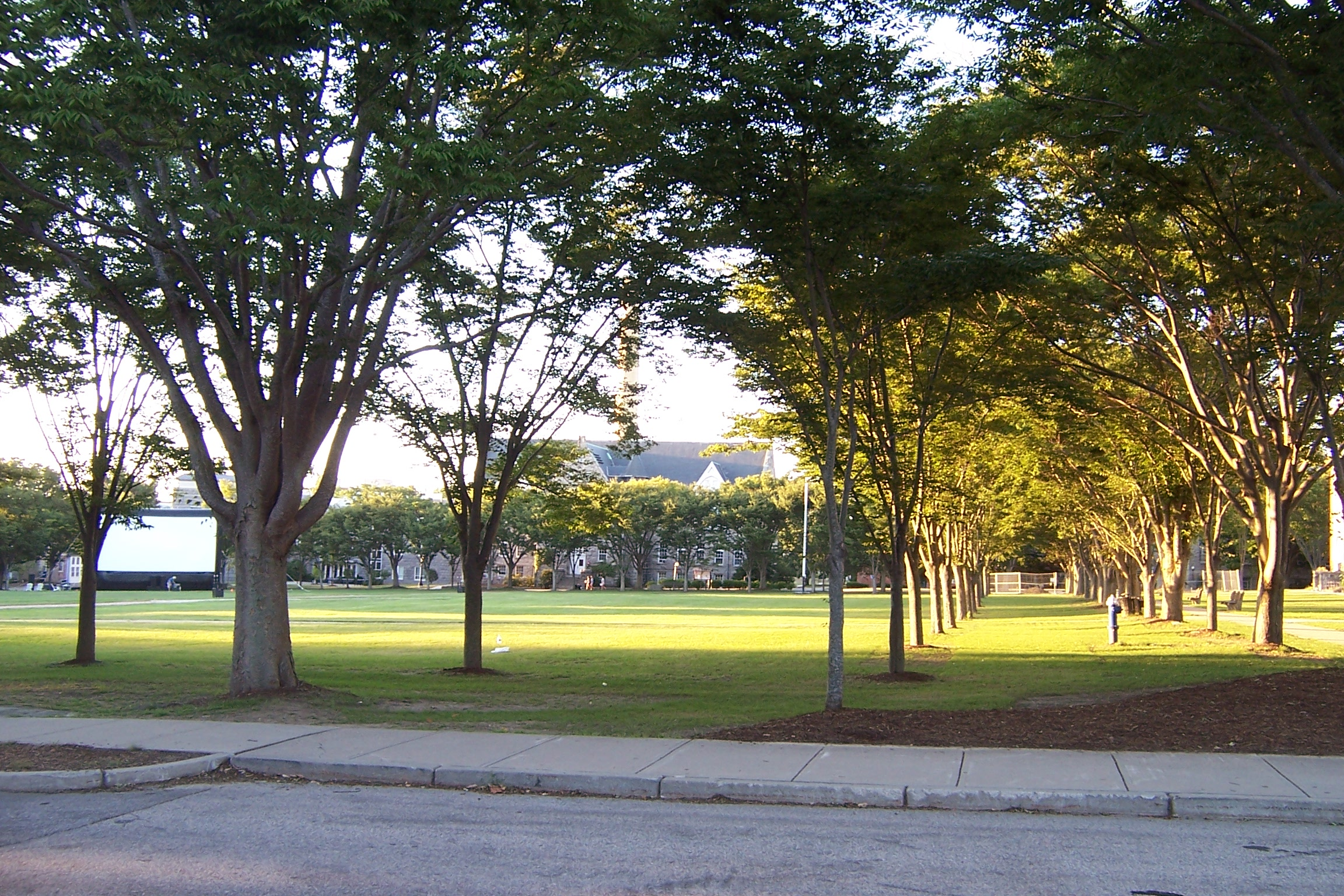

로드아일랜드 대학교(University of Rhode Island)는 미국 로드아일랜드주 킹스턴에 메인 캠퍼스가 있는 공립 랜드그랜트 연구형 대학이다. 로드아일랜드주 최대의 연구대학이자 대표 대학이다.
2019년에 14,653명의 학부생, 1,982명의 대학원생, 1,339명의 무학위 학생이 등록하면서 로드아일랜드주 최대의 대학이 되었다.